# Trowell
Trowell is een civil parish in het bestuurlijke gebied Broxtowe, in het Engelse graafschap Nottinghamshire met 2378 inwoners.